# ۱۵۲۰ (میلادی)
۱۵۲۰ (میلادی) هزارو پانصد و بیستمین سال تقویم میلادی است.

## رویدادها
- وقوع نبرد اوتومبا

## درگذشتگان
- ۶ آوریل – رافائل، معمار، نقاش، و مجسمه‌ساز ایتالیایی (ز. ۱۴۸۳)